# 三遊亭藍馬
三遊亭 藍馬（さんゆうてい あいば、1980年8月25日 - ）は、日本の落語家。落語芸術協会所属。本名は柳橋 のり子。出囃子は『二上り相撲甚句』。

## 経歴
東京都文京区向ヶ丘出身。村田女子高等学校を経て、国際理容美容専門学校を卒業。当初は、東京都江東区で活動する社会人落語会の会（天狗連）都笑亭でアマチュア落語家として活動していた。
2005年3月、三代目橘ノ圓に入門し前座名美香を名乗る。
2009年4月、二ツ目に昇進し橘ノ双葉に改名。2014年5月に師匠の橘ノ圓が死去し、兄弟子である五代目三遊亭圓馬の門下となる。
2019年5月に真打昇進し三遊亭藍馬に改名。。瀧川鯉斗、立川吉幸とともに令和に改元後の初の真打となる。

## 芸歴
- 2005年3月 - 三代目橘ノ圓に入門、前座名は「美香」。
- 2009年4月 - 二ツ目昇進、「双葉」に改名。
- 2014年5月 - 師匠の三代目橘ノ圓が死去した為兄弟子五代目三遊亭圓馬の門下となる。
- 2019年5月 - 真打昇進、「三遊亭藍馬」に改名。

## 人物
- 2児の母[7]。
- 米米CLUBの大ファン。真打昇進披露宴の時には、シュークフラッシュが余興として登場、ショーを行った[8]。

## 出演
- 情報ライブ ミヤネ屋 （読売テレビ）落語家と主婦の二足のワラジ・女性真打デビューへの道 (2019年6月10日）